# Dyck-Sprache
Die Dyck-Sprachen sind in der theoretischen Informatik bestimmte kontextfreie formale Sprachen, also Typ-2-Sprachen entsprechend der Chomsky-Hierarchie. Sie sind nach dem Mathematiker Walther von Dyck benannt.
Für jede natürliche Zahl {\displaystyle n} ist die Dyck-Sprache {\displaystyle D_{n}} die Wortmenge der korrekt geklammerten (wohlgeformten) Ausdrücke mit {\displaystyle n} unterschiedlichen Klammerpaaren. Induktiv lässt sich {\displaystyle D_{n}} wie folgt definieren:
- {\displaystyle \varepsilon \in D_{n}} (Dabei ist {\displaystyle \varepsilon } das leere Wort.)
- Falls {\displaystyle v,w\in D_{n}}, so gilt auch {\displaystyle vw\in D_{n}}.
- Falls {\displaystyle w\in D_{n}}, so gilt auch {\displaystyle \{_{i}w\}_{i}\in D_{n}} für alle {\displaystyle i\in \{1,2,\dotsc ,n\}}. (Dabei sind {\displaystyle \{_{i}} die {\displaystyle i}-te öffnende und {\displaystyle \}_{i}} die {\displaystyle i}-te schließende Klammer.)

Die Dyck-Sprache {\displaystyle D_{2}} kann die zwei Klammerpaare [, ] und (, ) umfassen. Dann gilt beispielsweise:
- {\displaystyle [[(\,)[\,]](\,)]\in \ D_{2}}
- {\displaystyle ([\,)]\notin \ D_{2}}
- {\displaystyle ))\notin \ D_{2}}

Ein Wort aus einer Dyck-Sprache kann man zu einem leeren Wort reduzieren, indem man schrittweise jedes in der richtigen Reihenfolge auftretende Klammerpaar durch das leere Wort {\displaystyle \varepsilon } ersetzt. Ein Dyck-Wort kann als ein Rutishauser-Klammergebirge dargestellt werden. Dabei wird auf der Abszisse die Position der Klammer im Wort und auf der Ordinate die jeweilige Klammertiefe dargestellt. Dyck-Sprachen sind deterministisch kontextfrei und damit insbesondere kontextfrei. Sie sind jedoch nicht regulär.
Kontextfreie Grammatik der Dyck-Sprache {\displaystyle D_{2}}:
{\displaystyle S\rightarrow \varepsilon }
{\displaystyle S\rightarrow SS}
{\displaystyle S\rightarrow [S]}
{\displaystyle S\rightarrow (S)}
Im Falle {\displaystyle D_{n}} gibt es analog {\displaystyle n} verschiedene Produktionen der Art {\displaystyle S\rightarrow \{_{i}S\}_{i}} für {\displaystyle i\in \{1,2,\dotsc ,n\}}.